# X Pro
X Pro（エックスプロ）は、Xの公式Webアプリケーションである。2023年8月に「TweetDeck」から名称を変更し、利用をX Premium加入者に限定した。
カラムと呼ばれる「列」ごとに友達や話題を割り当てて分類して一覧表示できる。整理された状態で表示でき、混乱を避けることが出来る。なお、ビジネスおよびクリエイター向けのツールである「X Proアカウント」とは別のWebアプリである。

## 歴史
2023年7月4日にTweetDeckの新バージョンが正式に公開されると共に、利用を30日以内に有料会員サービスであるTwitter Blueに加入しているユーザーに限定すると発表した。また、コンポーザー機能、スペース、ビデオドッキング、投票に対応した。Teams機能は一時的に停止されたが、その後再開された。
2023年7月29日、TwitterからXに名称が変更されることにより、イーロン・マスクはTweetDeckについてもX Proに名称を変更すると発表した。同年8月15日には利用をX Premium（Twitter Blueより名称変更した有料会員サービス）に加入しているユーザーに限定された。
2023年11月27日、URLがtweetdeck.twitter.comからpro.twitter.comに変更された。2024年5月17日、XがURLをtwitter.comからx.comに正式に変更したため、X ProのURLもpro.x.comに変更された。